# 大仏様

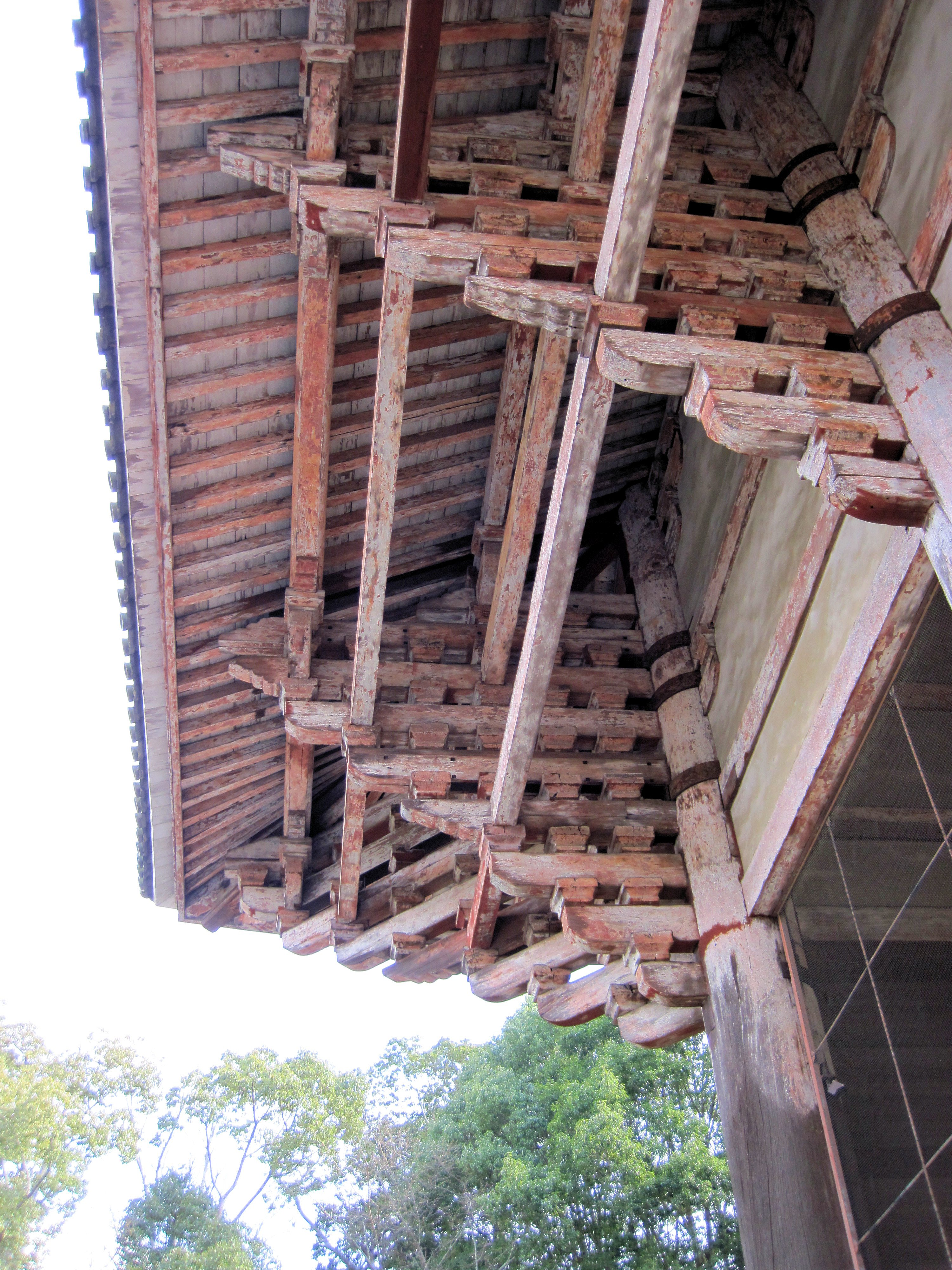
東大寺南大門

大仏様（だいぶつよう）は、日本の伝統的な寺院建築様式の一つ。かつては天竺様と呼ばれた。
平重衡らによる南都焼討で焼け落ちた東大寺の再建の際、入宋経験のある僧重源によってもたらされた建築様式。従来の寺院建築様式である和様、また鎌倉時代後期から禅宗寺院に採用された禅宗様に対する言葉。禅宗様とは共通する部分も多く、あわせて鎌倉新様式または宋様式と総称される。

## 概要

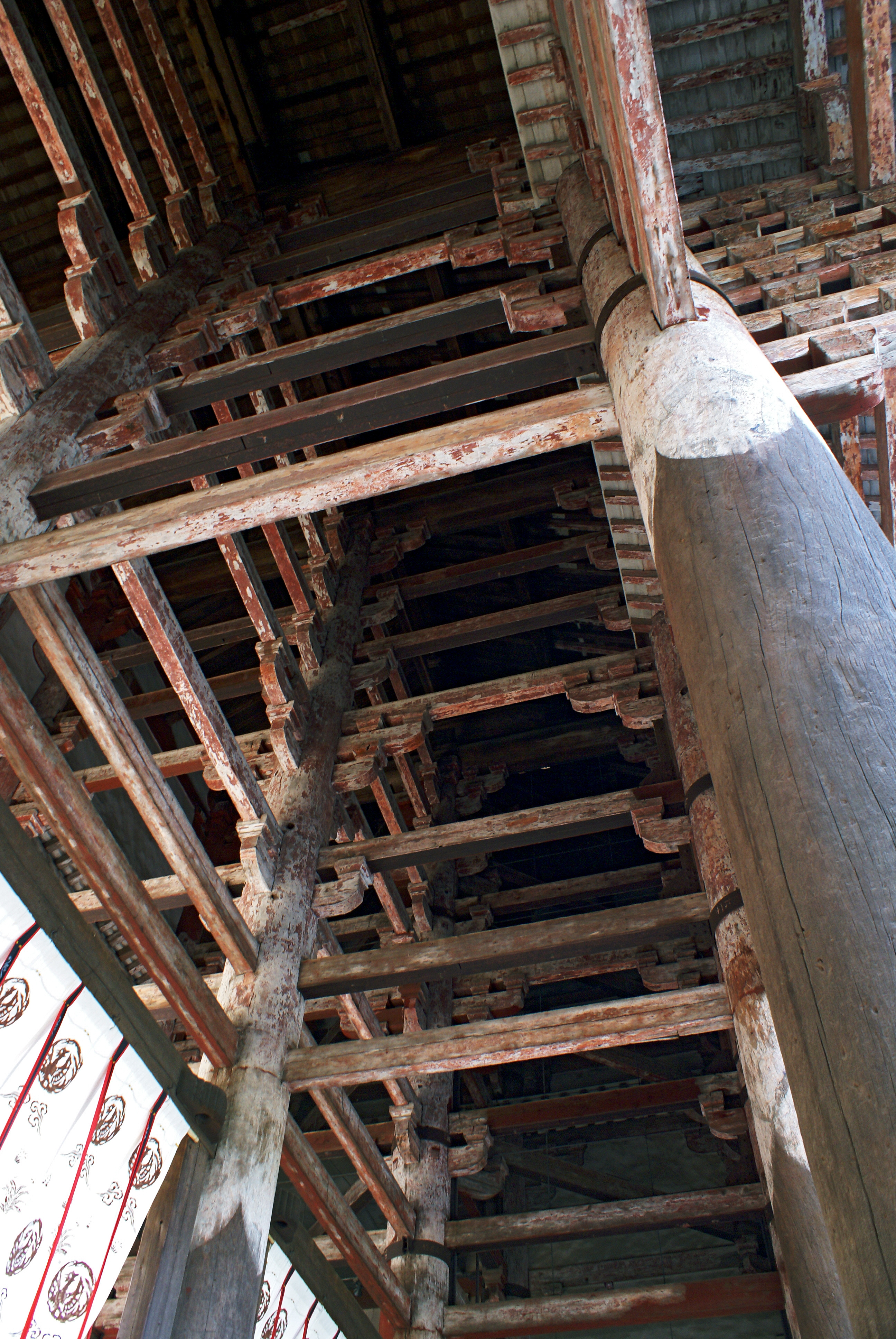
東大寺 南大門

治承4年（1180年）平氏政権による南都焼討によって東大寺は灰燼に帰した。後白河法皇は直ちに復興の意思を表し、勧進聖らに東大寺再建のための勧進活動への協力を求め、養和元年（1181年）、その責任者として重源を大勧進職（だいかんじんしょく）に任命した。
入宋経験があり建築事業にも詳しかった重源は、大陸式の新しい建築様式を導入し、大仏殿・南大門などを再建した。その建築様式は非常に独特であり、当時の中国（宋）の福建省周辺の建築様式に通じるといわれている。
重源没後、大仏様は急速に廃れたが、大仏殿再建に関わった職人は各地へ移り、大仏様の影響を受けた和様建築が生まれた。これは折衷様と呼ばれる。
大仏様・禅宗様で採用された貫は和様建築でも積極的に使われるようになり、修理の際にも貫を入れ補強されることもあった。例えば法隆寺中門や平等院鳳凰堂の翼廊部分は鎌倉時代の修理で付け加えられたもので、この補強があったために現在まで建物が残った可能性がある。

## 大仏様の特徴
一部は禅宗様の特徴にも通じる。
- 野屋根がなく化粧垂木勾配が屋根勾配となる

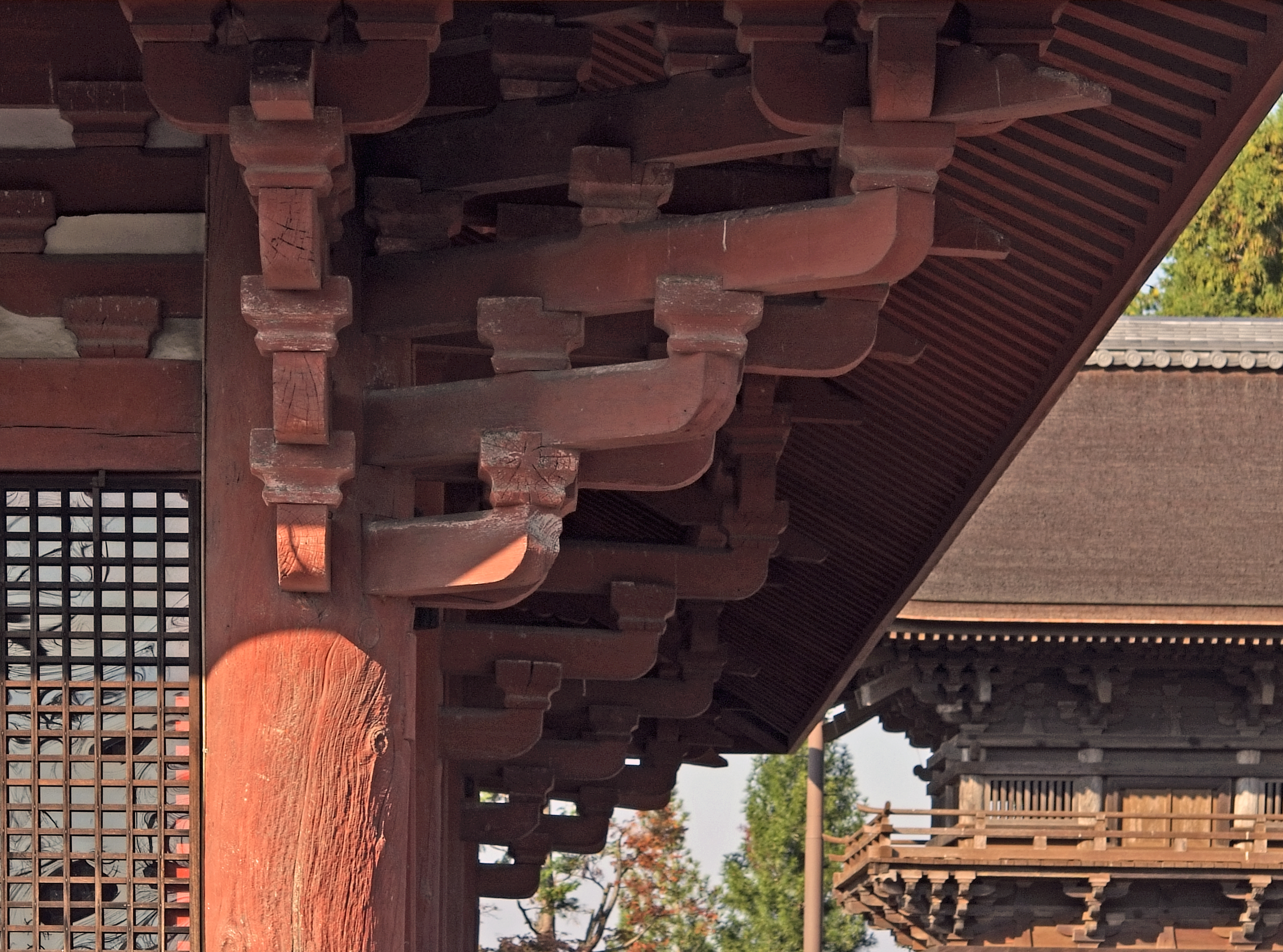
浄土寺浄土堂

- 天井もない化粧屋根裏で垂木など屋根裏が見える
- 屋根は本瓦葺
- 角地垂木で一軒（ひとのき）
- 四隅だけを放射状にする隅扇垂木
- 貫（ぬき）を使い構造を強化
- 柱に肘木を挿し込む挿肘木
- 木鼻（貫の先端）には繰り型といわれる装飾を付けている
- 組物と組物の間に置く遊離尾垂木
- 扉は四周の框と縦横の数本の桟を組み、桟と框の間に入子板を嵌め込んだ桟唐戸。扉の軸を大仏様藁座が受ける
- 柱は上辺3分の1から上へ少しずつ細くなっている粽
- 窓は開口部に棒状の木などを縦または横に並べた連子窓
- 床は板敷の場合縁を張り、土間床の場合縁は設けない。縁は敷居と平行に板をはる榑縁(くれえん)
- 木部は丹塗、壁は土壁と板壁があり共に白塗
- 使用する建材の量が和様などに比べて少なく、費用を抑えることができる

## 呼称
大工の伝承では、和様・天竺様・唐様が区別され、明治時代以降の建築史でも使用されてきた。
大仏様の呼称は第二次世界大戦後のもので、日本建築史家の太田博太郎が天竺様という名称は「インドの建築様式と誤解されてしまう」と批判し、大仏様という名称を提案した。現在の建築史では一般に大仏様という用語が使われている。
しかし、大仏様という呼び方も創建当時（奈良時代）の大仏殿の様式と誤解される、また大仏様（だいぶつさま）という旧来からある言葉と衝突するという問題点も存在する。このため、重源様という呼称を提唱する意見もある。

## 代表的な建造物

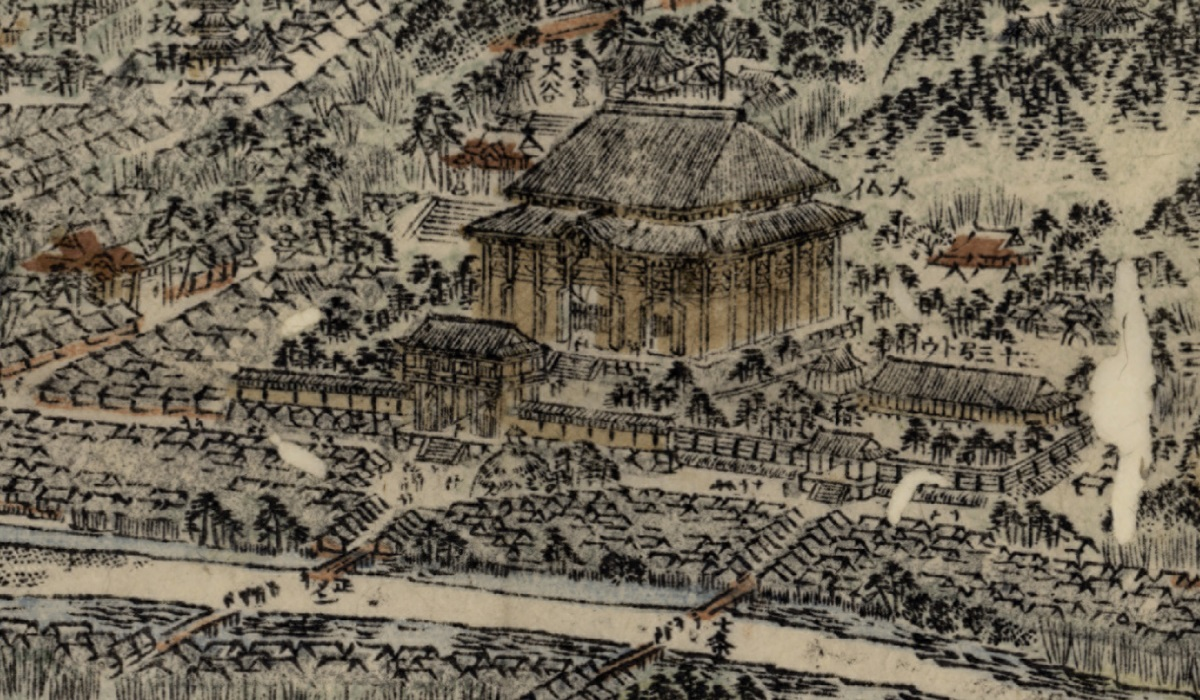
かつて京都に存在し、木造建築として日本最大規模を誇っていた方広寺大仏殿（京の大仏）。 寛政10年 (1798年) に落雷による火災のため焼失した。東大寺大仏殿と同じく、建築様式は大仏様であった。(「花洛一覧図」京都府立京都学・歴彩館デジタルアーカイブ 一部改変)

### 日本本土
大仏様の建築（鎌倉時代）
- 東大寺南大門 - 入母屋造（破風）や軒反りに和様化が見られるが、大仏様の特徴をよく示している。
- 浄土寺浄土堂 - 大仏様の基準作。
- 東大寺開山堂 - 大仏様の特徴を示す。
- 醍醐寺経蔵 - 1939年焼失。屋根に瓦を葺かないなど大仏様の豪快さを押さえ周囲の伽藍に調和させる工夫がなされていた。

大仏様を採り入れたもの
- 東大寺法華堂礼堂 - 天平建築の正堂と並ぶ礼堂部分が重源により再建された。大仏様の影響が見られる。
- 東大寺鐘楼 - 重源の後に東大寺大勧進となった栄西による鎌倉時代の建築。構造や細部に大仏様の特徴を示す。（禅宗様のように）組物を詰組とする点が特異である。
- 吉備津神社本殿 - 岡山県にある比翼入母屋造の神社建築。室町時代の建築であるが組物に大仏様を用いる。
- 教王護国寺金堂 - 安土桃山時代に平安様式を模して復興された。挿肘木など大仏様の特徴が見られる。
- 東福寺三門 - 禅宗建築。室町時代の建築であるが組物に大仏様を用いる。
- 東大寺大仏殿 - 江戸時代の再建。大仏様の特徴を伝えている。
- 方広寺大仏殿（京の大仏） - 東大寺大仏殿と同じく、建築様式は大仏様であった[3]。寛政10年(1798年)に落雷による火災のため焼失した。
- 長延寺本堂 - 熊本地震で大規模半壊した本堂の再建に地震に強い大仏様が採用され、令和7年（2025年）に完成予定[4]。

細部に大仏様の影響が見られるもの
- 元興寺禅室 - 奈良時代以前の古材を構造材の多くに再利用しているが、細部に大仏様の影響が見られる。
- 唐招提寺鼓楼 - 和様を基調とするが、頭貫等細部に大仏様が見られる。仁治元年（1240年）建立。
- 東大寺転害門 - 焼失を免れた天平建築であるが、組物などに大仏様に改変された部分が見られる。
- 大善寺薬師堂 - 和様の建築であるが、細部に大仏様の影響が見られる。東国で大仏様の影響が見られるのは珍しい。

### 沖縄諸島
- 首里城守礼門 - 1945年沖縄戦で焼失。1958年再建。組物に大仏様を用いることでも著名で、天竺様式の建築として昭和8年、旧国宝指定された。

### 朝鮮半島
- 浮石寺無量寿殿 - 高麗時代の建築で、中国南部や日本との交流をしのばせる。

### 中国大陸
- 華林寺 - 福建省の寺院で、大仏様
- 羅源陳太尉宮正殿 - 大仏様
- 蒼坡村東門 - 浙江省の寺院で、大仏様の様式
- 保国寺 - semi大仏様
- 元妙觀 - semi大仏様
- 石松寺 - 福建省の寺院で、大仏様の様式を残す。
- 時思寺 - 浙江省の寺院で、大仏様の様式を残す。

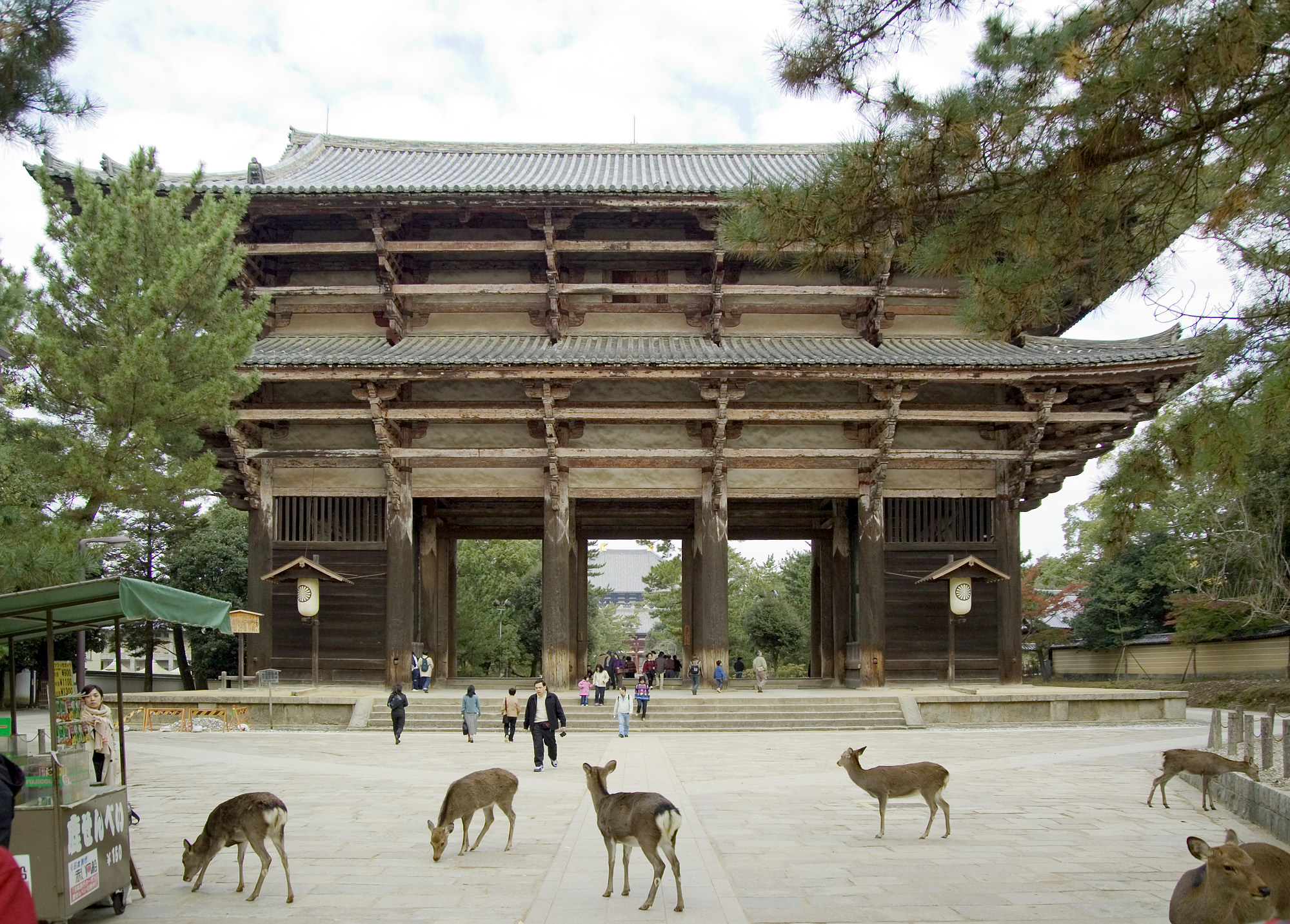
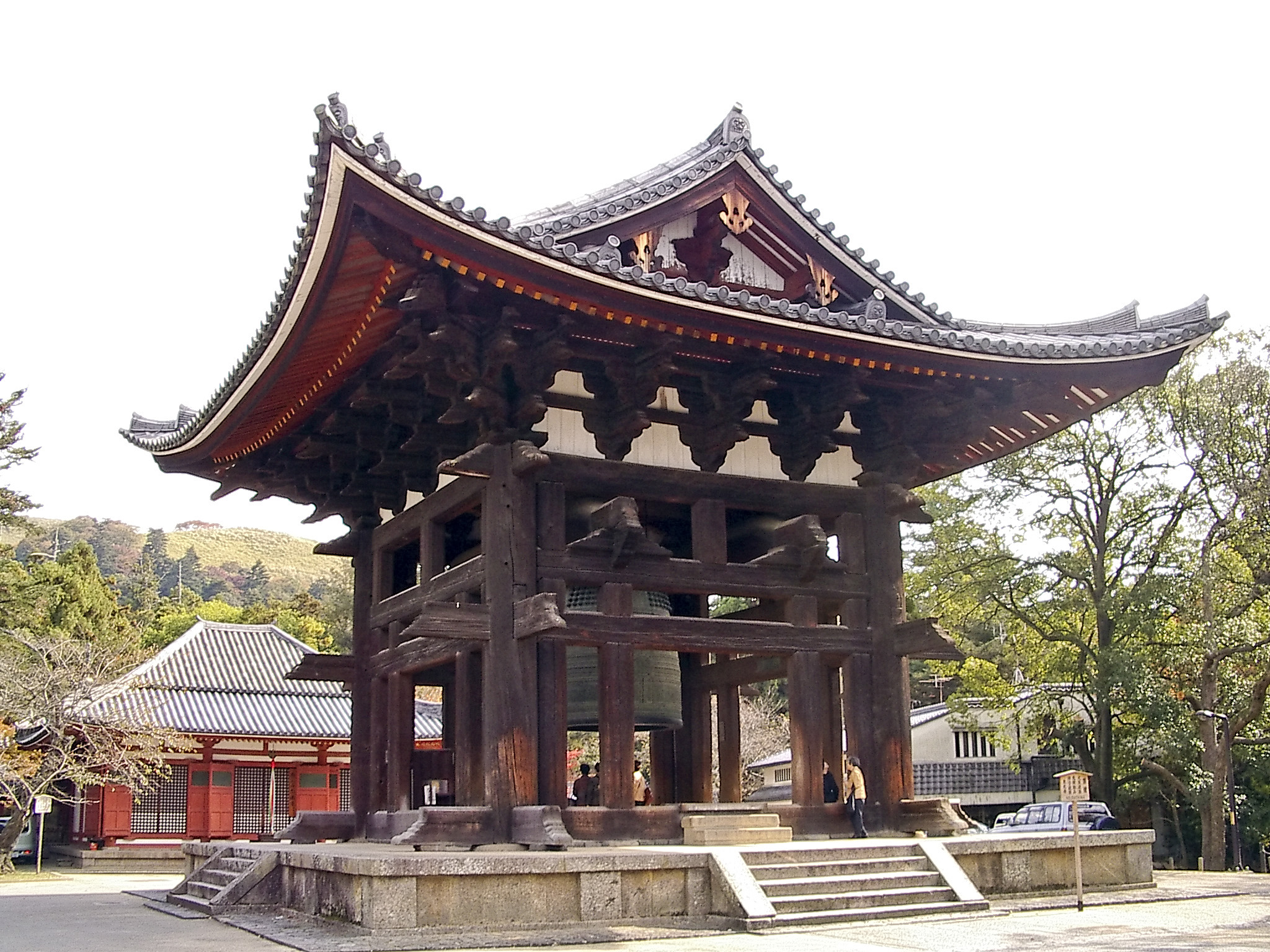
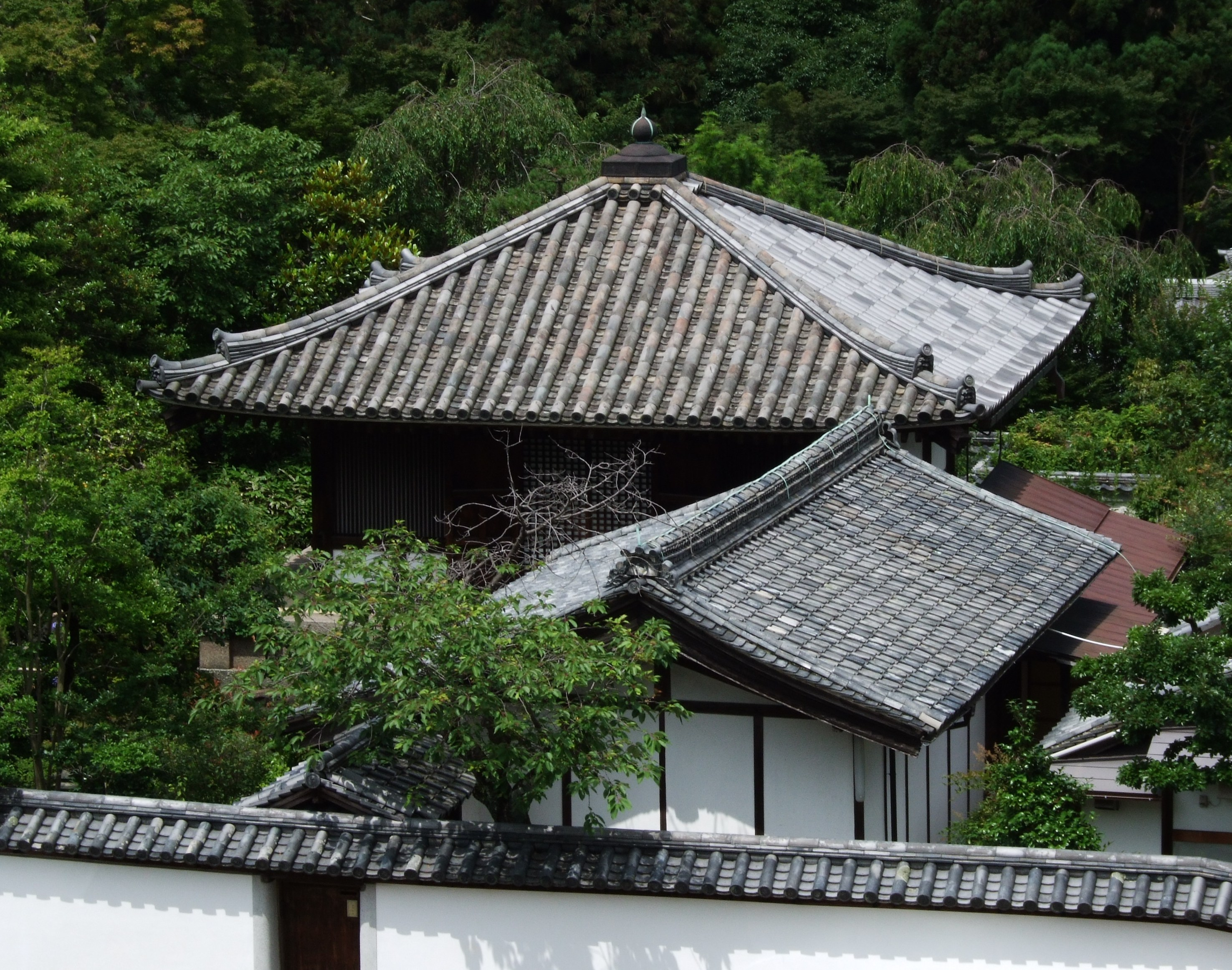
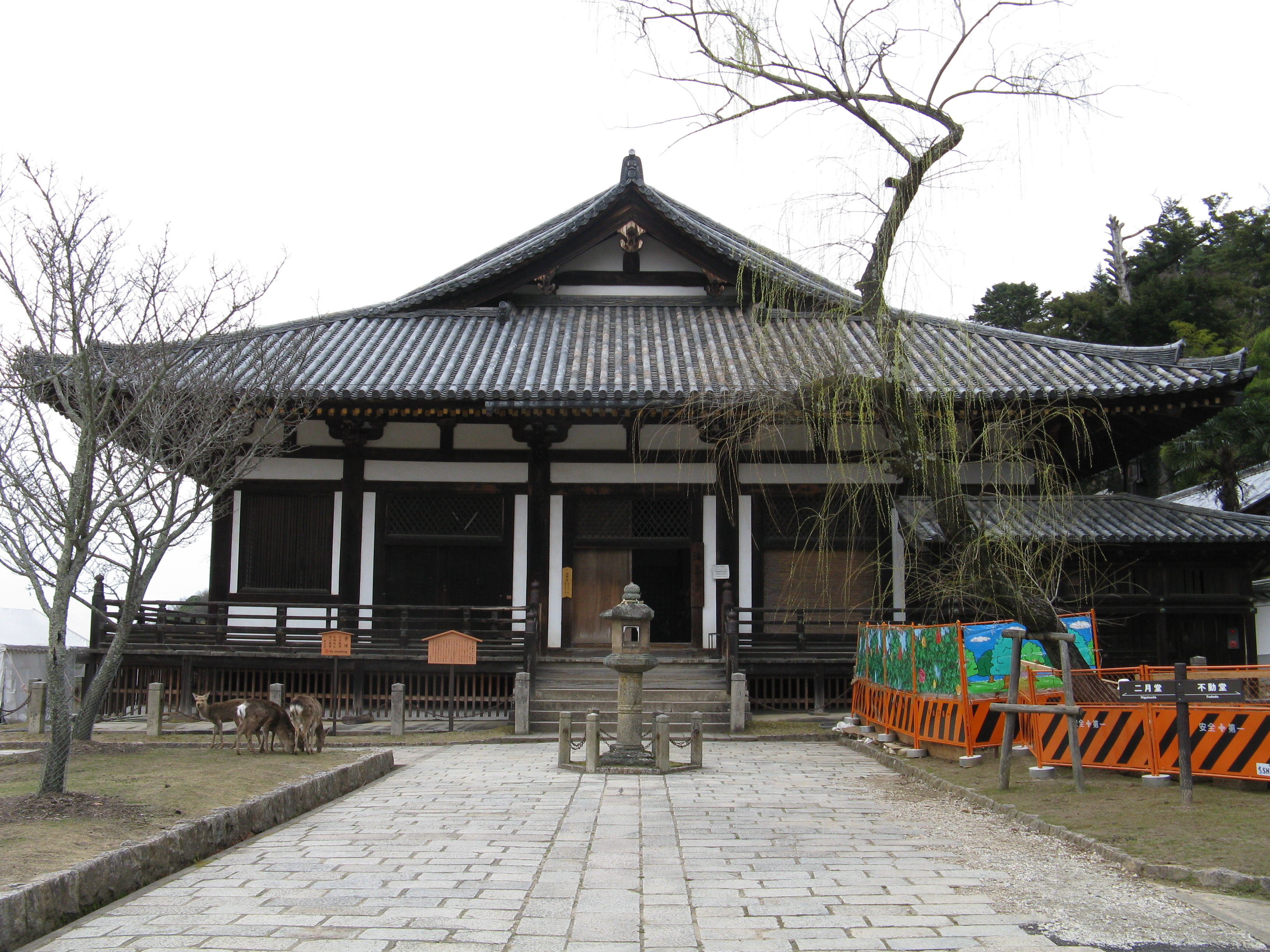
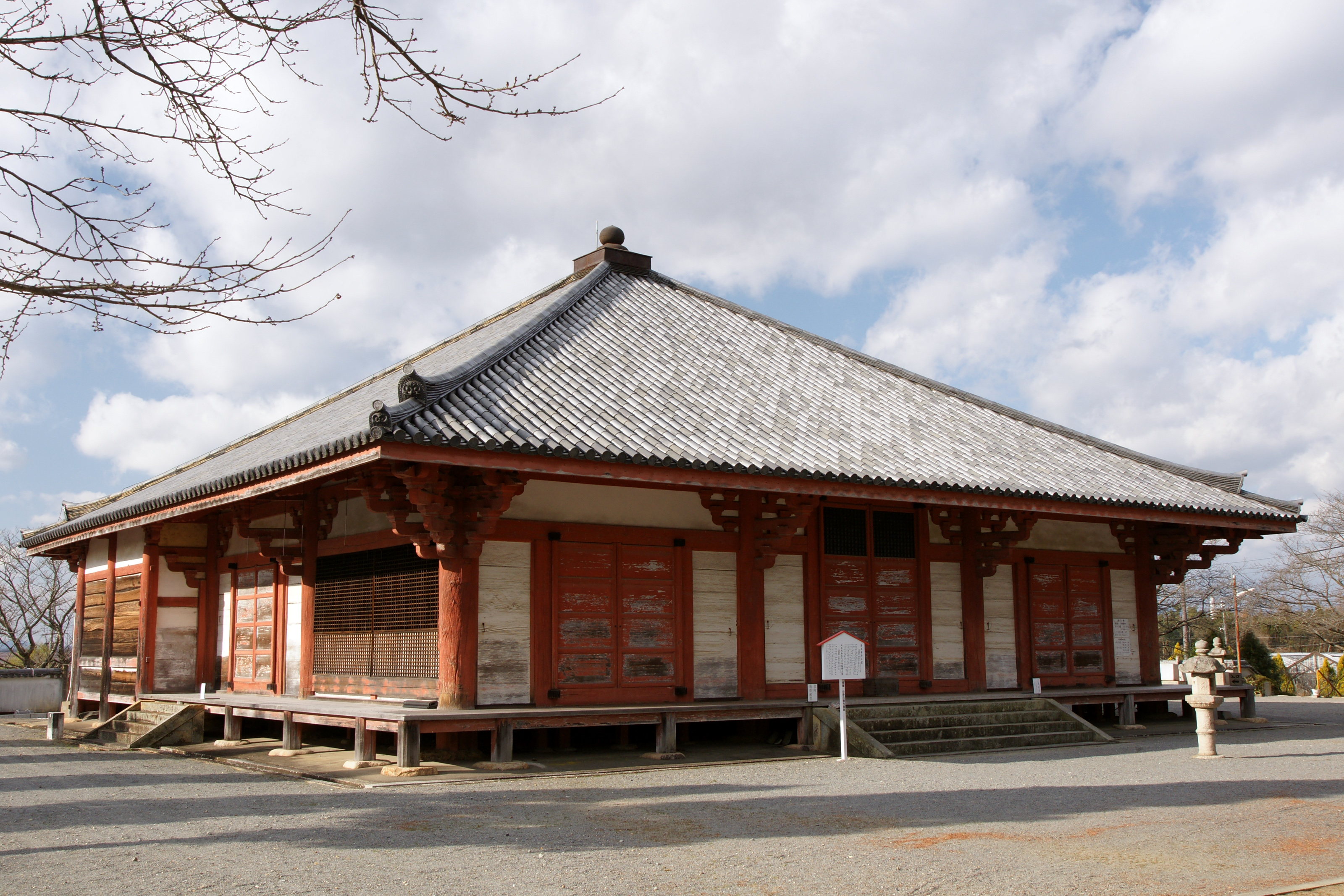
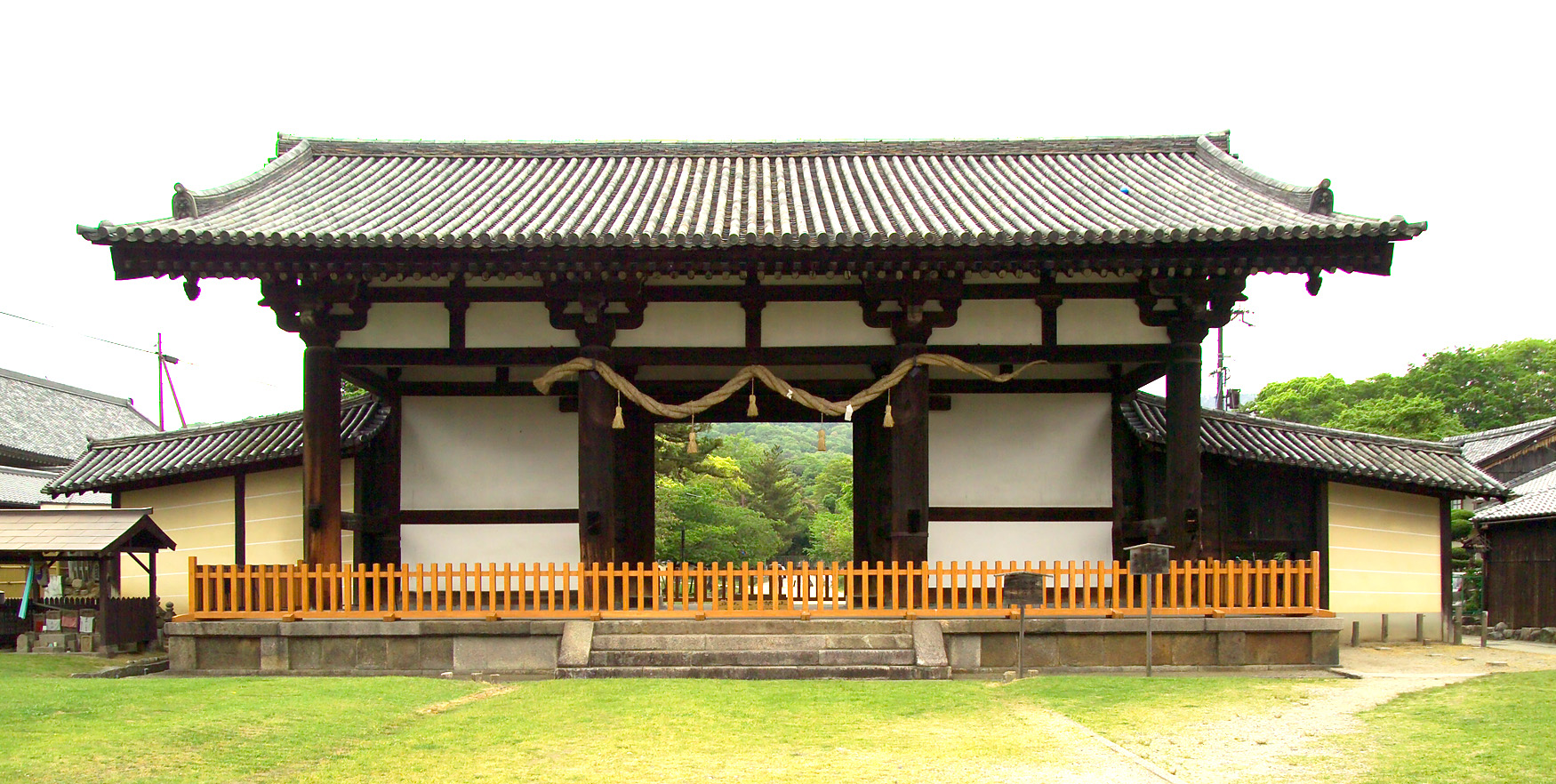
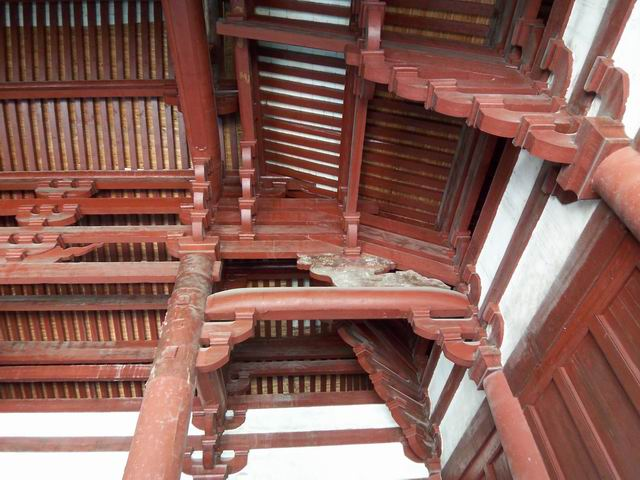
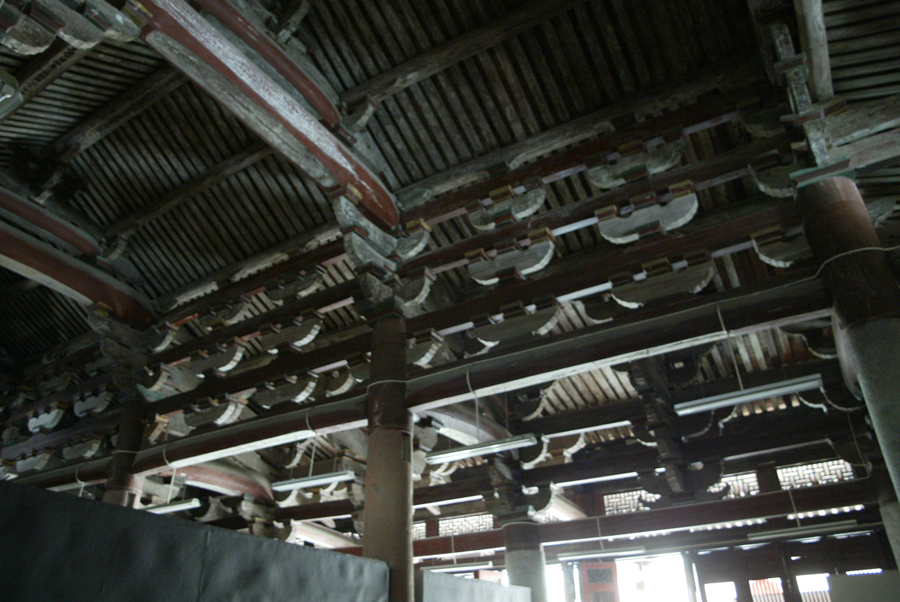
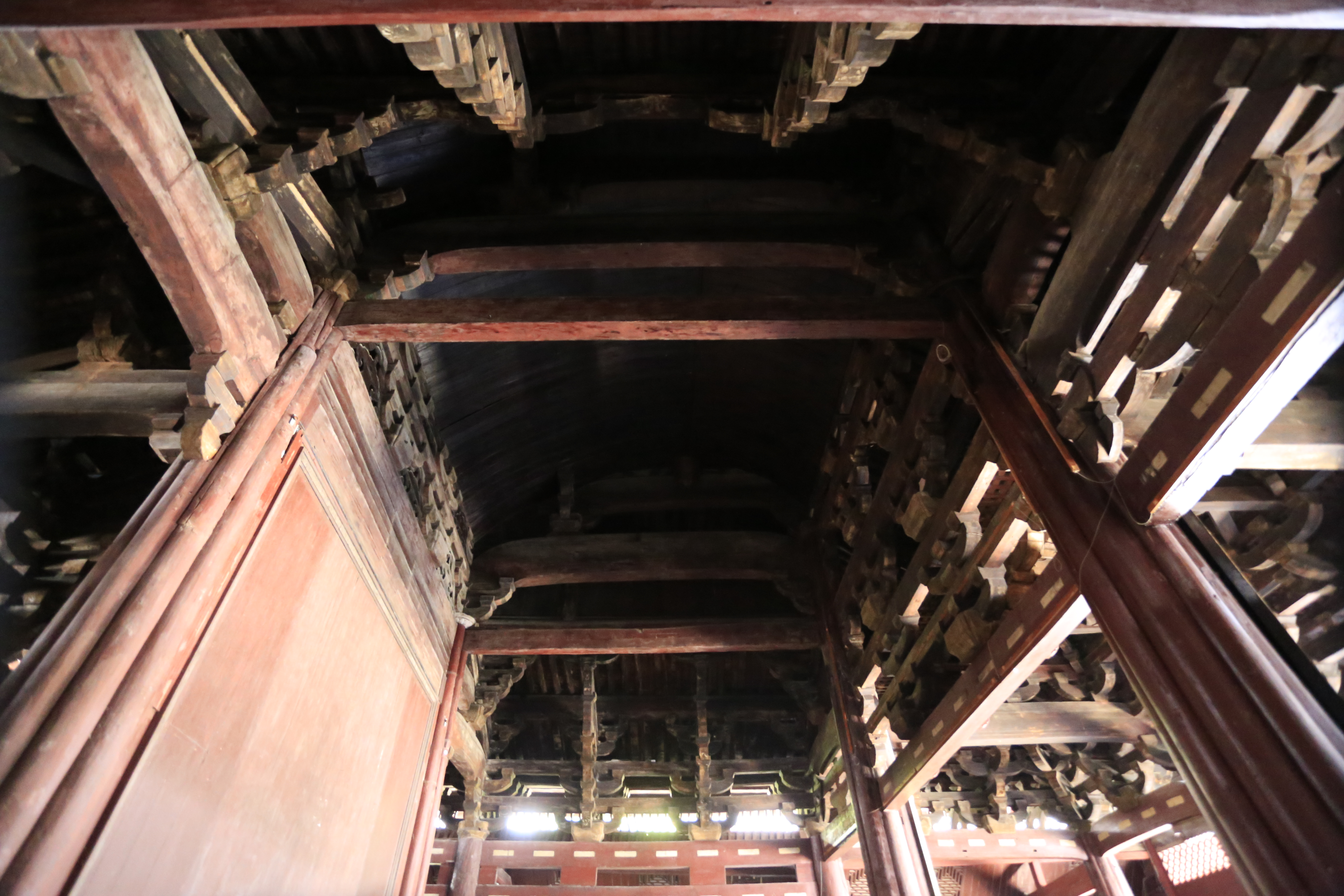
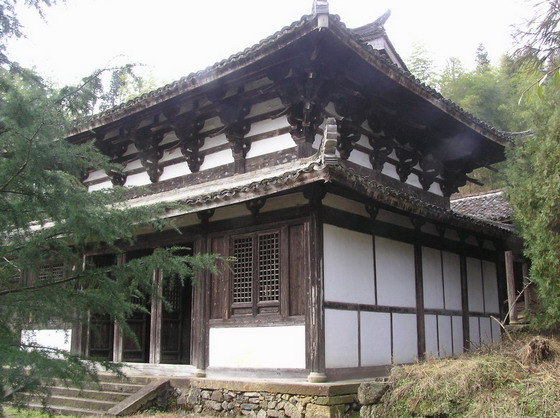